# Pinóquio (filme de 1940)
Pinocchio (bra/prt: Pinóquio) é um filme de animação de 1940 dos gêneros musical, aventura, infantil e fantasia estadunidense produzido pela Walt Disney Productions e distribuído pela RKO Radio Pictures, baseado no romance Le avventure di Pinocchio do escritor italiano Carlo Collodi. Foi o segundo longa-metragem de animação produzido pela Disney, logo após o sucesso imediato de Branca de Neve e os Sete Anões em 1937.
A história do filme mostra um velho carpinteiro italiano chamado Geppetto que faz um boneco de madeira chamado Pinóquio, o qual é trazido à vida pela Fada Azul; a fada diz ao boneco que ele pode se tornar um menino de verdade se ele demonstrar obediência, bravura e lealdade a Geppetto. Os esforços de Pinóquio para se tornar um garoto de verdade, entretanto, envolvem encontros com uma série de personagens mal intencionados, que tentam de tudo para levar vantagem usando a inocente criatura, como vendê-lo para um dono de um show de marionetes e depois para um malvado cocheiro que sequestra crianças. Pinóquio, durante toda a história, conta com a ajuda do Grilo Falante, que foi empregado como mentor do boneco pela fada.
O filme foi adaptado do livro de Collodi por Aurelius Battaglia, William Cottrell, Otto Englander, Erdman Penner, Joseph Sabo, Ted Sears e Webb Smith; a produção foi supervisionada por Ben Sharpsteen e Hamilton Luske e as sequências do filme foram dirigidas por Norm Ferguson, T. Hee, Wilfred Jackson, Jack Kinney e Bill Roberts. Pinóquio foi uma conquista inovadora na área de efeitos de animação para a época, dando movimento realista a veículos, máquinas e elementos naturais, como chuva, raios, fumaça, sombras e água. O filme teve sua estreia nacional nos cinemas dos Estados Unidos em 23 de fevereiro de 1940 após uma premiere no Center Theatre na cidade de Nova Iorque realizada dezesseis dias antes, sendo distribuído pela RKO Pictures.
Diversas análises críticas de Pinóquio identificam-no como um conto de moralidade simples que ensina às crianças os benefícios do trabalho, do estudo e dos valores convencionais. Embora tenha se tornado o primeiro filme de animação a ganhar dois Óscar competitivos (vencendo as estatuetas de Melhor trilha sonora e Melhor canção original por "When You Wish upon a Star"), o filme foi inicialmente um fiasco de bilheteria devido à Segunda Guerra Mundial; posteriormente, obteve lucro em seu relançamento em 1945 e é considerado um dos maiores filmes de animação já feitos, obtendo inclusive uma classificação de 100% no site agregador de críticas Rotten Tomatoes. O filme e os personagens ainda são predominantes na cultura popular, originando várias atrações temáticas nos parques da Disney e em outras formas de franquia. Em 1994, Pinóquio foi selecionado pelo National Film Registry dos Estados Unidos por ser considerado "cultural, histórico ou esteticamente significativo". Uma adaptação em live-action do filme está em desenvolvimento.

## Enredo
Após iniciar o filme cantando uma canção, o Grilo Falante decide contar uma história de quando ele viu um desejo se tornar realidade. Sua história começa numa oficina da Itália pertencente a um carpinteiro chamado Geppetto; o Grilo, após chegar no local, observa quando Geppetto termina seu mais recente trabalho ao construir uma marionete de madeira a quem ele chama de Pinóquio. Antes de adormecer naquela noite, Geppetto pede a uma estrela que Pinóquio seja um menino de verdade. Durante a noite, uma Fada Azul visita a oficina e dá vida a Pinóquio, embora ele ainda continue sendo um fantoche; a fada informa que, se Pinóquio se mostrar corajoso, sincero e altruísta, ele se tornará um menino de verdade e designa o Grilo Falante como sua "consciência", a quem ele deve seguir seus conselhos.
Após acordar no meio da noite, Geppetto descobre que seu desejo se tornou realidade e se alegra abundantemente. Na manhã seguinte, a caminho de seu primeiro dia na escola, Pinóquio é persuadido por João Honesto, a Raposa, e seu companheiro, Gideão, o Gato, que o convence a se juntar ao show de marionetes de Stromboli, servindo-lhe como "ator", apesar das objeções do Grilo Falante; Pinóquio se torna a atração principal de Stromboli por ser uma marionete que pode cantar e dançar sem cordas. No entanto, quando Pinóquio quer voltar para casa durante a noite, Stromboli o prende em uma gaiola. O Grilo chega para salvar Pinóquio, mas não consegue libertá-lo. A Fada Azul aparece e pergunta a Pinóquio por que ele não estava na escola; o Grilo pede a Pinóquio que ele diga a verdade, mas, em vez disso, o boneco começa a mentir, o que faz seu nariz crescer cada vez mais. Pinóquio promete para a fada que será bom e obediente a partir de agora e a Fada Azul retorna seu nariz ao seu tamanho original, além de soltá-lo da gaiola, mas o adverte que esta será a última vez que ela irá ajudá-lo.
Enquanto isso, do outro lado da cidade, João Honesto e Gideão encontram um cocheiro que promete pagar-lhes muito dinheiro se encontrarem garotos desobedientes para ele levar para sua Ilha dos Prazeres. Ao encontrarem Pinóquio no caminho de volta para casa, eles o convencem de que ele precisa tirar férias e indicam a Ilha do cocheiro para ele descansar. No caminho para lá, ele faz amizade com Espuleta, um garoto bastante delinquente, bagunceiro e mal-educado. Sem absolutamente nenhuma regra ou autoridade que impõem suas atividades, Pinóquio e os outros garotos logo fumam charutos, jogam apostas, vandalizam a ilha, brigam e se embriagam livremente, para desgosto do Grilo Falante. Mais tarde, enquanto tentava sair da ilha, Grilo descobre que o local esconde uma maldição horrível: os meninos trazidos para a Ilha dos Prazeres se transformam em burros por seu mau comportamento e são vendidos para serem usados como burros de carga ou para donos de circo; o Grilo corre de volta para avisar Pinóquio e descobre que Espuleta já se transformou em um burro. No momento em que Pinóquio também começa a ser transformar, ganhando cauda e orelhas de burro, ele e o Grilo Falante escapam da ilha pulando no mar.
Ao voltarem para casa, Pinóquio e o Grilo encontram a oficina de Gepetto vazia. Eles logo recebem uma carta da Fada Azul de uma pomba, afirmando que Geppetto havia se aventurado no mar para tentar resgatar Pinóquio da Ilha dos Prazeres mas foi engolido por uma baleia-cachalote chamada Monstro e agora está morando em sua barriga. Determinado a resgatar seu pai, Pinóquio pula no mar acompanhado pelo Grilo Falante. Pinóquio também é engolido por Monstro, onde ele reencontra e finalmente se reúne com Geppetto. O boneco cria um esquema para fazer Monstro espirrar, acendendo uma enorme chama e causando uma grande fumaça, dando a eles a chance de escapar; o plano funciona com eles escapando em uma jangada, mas a baleia enfurecida os persegue e destrói a pequena embarcação. Pinóquio puxa Geppetto em segurança para a praia antes de Monstro colidir com as pedras enormes no local. Geppetto, seu gato de estimação Figaro, sua peixinha Cleo e Grilo Falante despertam sem sofrerem aparentes ferimentos, mas Pinóquio é encontrado desacordado e presumido morto.
De volta para casa, o Grilo Fante e Geppetto, juntamente com seus animais de estimação, lamentam a morte de Pinóquio chorando ao lado de seu corpo na cama. A Fada Azul, no entanto, percebe que Pinóquio se mostrou corajoso, sincero e altruísta e decide recompensá-lo, o ressuscitando, retirando-lhe a cauda e as orelhas de burros oriundas da maldição da Ilha do Prazeres e, finalmente, transformando-o em um menino de verdade; Pinóquio desperta e revela que ele está vivo e agora é um garoto humano de verdade e todos comemoram alegremente. O Grilo Falante vai até a janela da sala para agradecer à Fada e é recompensado com um distintivo de ouro puro que o certifica como uma "consciência oficial".

## Elenco original
- Dickie Jones como Pinóquio (Pinocchio em inglês), um boneco de madeira esculpido por Geppetto e transformado em um boneco vivo pela Fada Azul;
  - No Brasil, Doraldo "Pinguinho" Thompson.[7]
  - Jones também interpretou Alexandre (Alexander em inglês), um garoto que é transformado em burro na Ilha dos Prazeres, mas ainda fala.
    - No Brasil, Dilmar Thompson.[7]
- Cliff Edwards como Grilo Falante (Jimmy Cricket em inglês), um grilo alegre e sábio que atua como a "consciência" de Pinóquio; é o narrador parcial da história;
  - No Brasil, Olympio "Mesquitinha" Bastos (diálogos) e Paulo Tapajós (canções).
- Christian Rub como Geppetto, um carpinteiro gentil, amável e idoso; é ele quem fabrica Pinóquio em sua oficina e deseja que ele se torne um menino de verdade;
  - No Brasil, Baptista Júnior.[7]
  - Figaro, o gato e Cleo, o pequeno peixe-dourado fêmea, são os animais de estimação de Geppetto. Figaro é um gato mimado e propenso a ciúmes e Cleo é uma peixinho dourado dengosa, com o hábito de ser conselheira de Figaro;
- Walter Catlett como João Honesto (Honest John em inglês), uma astuta raposa-vermelha antropomórfica que engana Pinóquio duas vezes no filme;
  - No Brasil, Henrique Foréis Domingues "Almirante".[7]
  - Gideão, o Gato (Gideon em inglês), companheiro felino antropomórfico e mudo de João Honesto. Ele foi originalmente planejado para ter falas durante o filme, assim como João, com sua dublagem cedida por Mel Blanc, mas os cineastas retiraram seu diálogo do roteiro em favor de uma performance muda assim como Dunga em Branca de Neve e os Sete Anões.[8] Os soluços do personagem foram fornecidos por Blanc;[8]
- Charles Judels como Stromboli, um grande, mau e barbudo criador de bonecos italiano, que força Pinóquio a se apresentar em seu show de marionetes para ganhar dinheiro. Ele fala com sotaque italiano e berra muito quando fica com raiva. Stromboli é o único personagem do filme a fazer parte da formação oficial de vilões da Disney;
  - No Brasil, Lisandro Sergenti.[7]
  - Judels também interpretou o cruel e perverso Cocheiro, proprietário e operador da mística Ilha dos Prazeres, que gosta de transformar meninos indisciplinados em burros e vendê-los para donos de circo ou para trabalho escravo;
    - No Brasil, Edmundo Maia.[7]
- Evelyn Venable como Fada Azul, que dá vida a Pinóquio e o transforma em um menino de verdade no final do filme;
  - No Brasil, Zezé Fonseca.[7]
- Frankie Darro como Espoleta (Lampwick em inglês), um garoto altamente travesso que Pinóquio faz amizade a caminho da Ilha dos Prazeres. Ele é transformado em burro na ilha antes de Pinóquio escapar de lá.
  - No Brasil, Grande Otelo.[7]

## Produção

### Desenvolvimento
Durante a produção de Branca de Neve e os Sete Anões, em setembro de 1937, o animador Norm Ferguson apresentou à Walt Disney uma versão traduzida do romance infantil italiano As Aventuras de Pinóquio (1883), de Carlo Collodi. Após ler a obra, Ferguson relembrou que "Walt estava aflito com seu entusiasmo". Inicialmente, Pinóquio foi planejado para ser o terceiro longa-metragem do estúdio, depois de Bambi (1942), mas por causa das dificuldades em adaptar a história deste — além de idealizar de maneira vivaz os animais —, os produtores decidiram levar adiante o primeiro supracitado.

### Roteiro e desenhos
Ao contrário de Branca de Neve, que era uma história curta que os escritores podiam expandir e experimentar a introdução de algumas piadas, Pinóquio era baseado em um romance com uma história bastante extensa e fixa. Portanto, o enredo passou por mudanças drásticas antes de chegar à sua escrita final. No romance original de Collodi, Pinóquio era uma criatura fria, rude, ingrata e desumana que muitas vezes repele a simpatia e só aprende suas lições por meio de tortura brutal. Os escritores decidiram modernizar o personagem e retratá-lo semelhante ao boneco Charlie McCarthy, do ventríloquo Edgar Bergen, mas igualmente tão indisciplinado quanto na história original do livro. A história ainda estava sendo desenvolvida nos estágios iniciais da animação.
As primeiras cenas animadas por Frank Thomas e Ollie Johnston mostram que o design de Pinóquio era exatamente como o de um boneco de madeira real, com um nariz longo e pontudo, um boné pontiagudo e mãos de madeira nuas. Walt Disney, no entanto, não ficou impressionado com o trabalho que estava sendo feito no filme; ele achava que a aparência do personagem ainda não seria o suficiente para causar simpatia do público e pediu uma interrupção imediata na produção. Fred Moore redesenhou o personagem um pouco para torná-lo mais atraente, mas o seu desenho ainda mantinha a mostra traços de madeira no corpo de Pinóquio. O jovem animador Milt Kahl sentiu que Thomas, Johnston e Moore estavam "bastante obcecados com a ideia de que esse menino fosse um boneco de madeira" e achou que deveriam "esquecer que ele era um fantoche e tentar desenhar um boneco com aparência mais humana; você sempre pode desenhar as juntas de madeira e fazer depois um boneco de madeira". Hamilton Luske sugeriu a Kahl que ele demonstrasse suas crenças animando uma sequência de testes; Kahl mostrou à Disney uma cena de teste em que Pinóquio está nas profundezas do mar procurando por seu pai. A partir dessa cena, Kahl repensou o personagem, fazendo-o parecer mais um garoto de verdade, com um chapéu tirolês de criança e um personagem de desenho animado padrão com quatro dedos (ou três e um polegar) usando luvas como as de Mickey Mouse; as únicas partes de Pinóquio que ainda pareciam mais ou menos com uma marionete eram seus braços, pernas e seu pequeno nariz de madeira. Walt abraçou a cena de Kahl e imediatamente instruiu os escritores a transformar Pinóquio em um personagem mais inocente, ingênuo e um tanto tímido que refletisse no desenho de Kahl.
No entanto, Disney se lembrou que o personagem Pinóquio seria demasiadamente enganado por personagens traiçoeiros. Com isso, no verão de 1938, Disney e sua equipe de história criaram o personagem Grilo Falante para servir como mentor do boneco. Originalmente, o grilo seria apenas um personagem secundário que Pinóquio mataria esmagando-o com um martelo e que mais tarde voltaria como um fantasma. Disney apelidou o grilo de Jimmy (que é o nome original do personagem nos Estados Unidos) e o transformou em um personagem que tentaria guiar Pinóquio nas decisões corretas; depois que o personagem foi expandido, ele foi retratado como um grilo realista, com pernas dentadas e antenas onduladas, mas a Disney queria algo mais agradável. Ward Kimball passou vários meses animando uma "sequência de comer sopa" em Branca de Neve, que foi cortada do filme devido sua tamanha extensão; Kimball estava prestes a sair do estúdio até que Disney o recompensou por seu trabalho, promovendo-o como animador supervisor de Jiminy Cricket. Kimball conjurou o design de Jiminy Cricket, a quem ele descreveu como um homenzinho com uma cabeça de ovo e sem orelhas. "A única coisa que faz dele um grilo é porque nós o chamamos de grilo", brincou Kimball mais tarde.

### Escolha do elenco

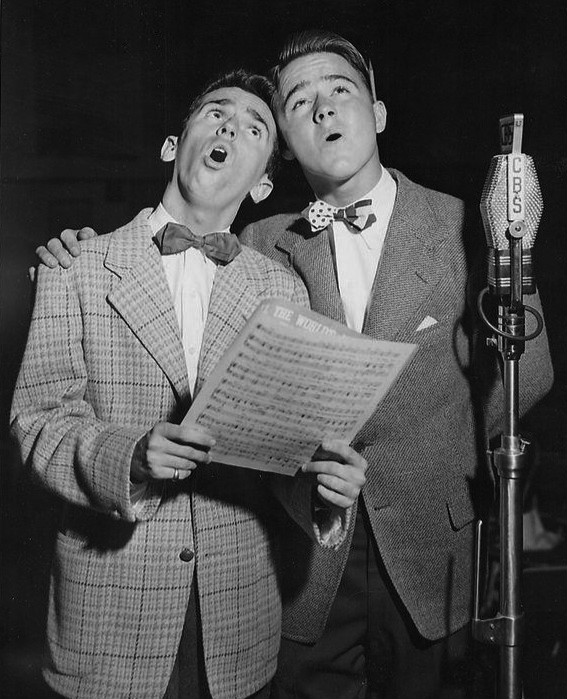
Dickie Jones (à direita) forneceu a voz de Pinóquio no filme

Devido ao enorme sucesso de Branca de Neve e os Sete Anões, Walt Disney queria vozes mais famosas para Pinóquio, que marcou a primeira vez em que um filme de animação usou celebridades como dubladores. Ele escalou o popular cantor Cliff Edwards, também conhecido como "Ukelele Ike", para dublar o Grilo Falante. Disney também rejeitou a ideia de um adulto dublar Pinóquio e insistiu que o personagem fosse interpretado por uma criança real; o escolhido para o papel foi o ator mirim Dickie Jones, então com onze anos de idade, que havia atuado anteriormente no sucesso Mr. Smith Goes to Washington do diretor Frank Capra. O animador também escalou Frankie Darro como Espoleta, Walter Catlett como João Honesto, Evelyn Venable como a Fada Azul, Charles Judels como o vilão Stromboli e o Cocheiro, e Christian Rub como Geppetto, cujo desenho era considerado uma caricatura do próprio Rub.
Outro dublador recrutado foi Mel Blanc, muito lembrado por dublar diversos personagens dos curtas-metragens animados da Warner Bros. anteriormente. Blanc foi contratado para fazer a voz de Gideão, o Gato, no entanto foi decidido posteriormente que o personagem seria mudo, então todo o diálogo gravado por Blanc foi posteriormente excluído, exceto por soluços que ele mesmo imitou para Gideão, sendo ouvido três vezes durante todo o filme.

### Animação
A animação do filme começou em setembro de 1938. Durante a produção do filme, o departamento de modelos de personagens foi chefiado por Joe Grant, cujo departamento era responsável pela construção de modelos tridimensionais de argila dos personagens do filme, conhecidos como maquetes; esses modelos foram dados à equipe para observar como um personagem deveria ser desenhado a partir de qualquer ângulo desejado pelos artistas. Os criadores de modelos também construíram modelos funcionais dos relógios de cuco de Geppetto, bem como a carroça cigana de Stromboli e a carruagem do Cocheiro. No entanto, devido à dificuldade de animar um veículo em movimento realista, os artistas filmaram as maquetes da carruagem em um cenário em miniatura usando animação em stop motion. Em seguida, cada quadro da animação foi transferido para as células de animação usando uma versão anterior de uma cópia; as células foram então pintadas nos versos e sobrepostas em cima das imagens de fundo com as células dos personagens para criar a imagem completa na câmera de rostro. Assim como ocorreu em Branca de Neve, foram filmadas cenas de ação ao vivo para Pinóquio, com os atores fazendo as cenas em pantomima, supervisionados por Hamilton Luske. Em vez de traçar, o que resultaria em movimentos artificiais rígidos, os animadores usaram as imagens como um guia para a animação, estudando o movimento humano e incorporando algumas poses na animação (embora um pouco exageradas).
Pinóquio foi uma conquista inovadora na área de efeitos de animação. Em contraste com os animadores de personagens, que se concentram na atuação dos personagens, os animadores de efeitos criam tudo o que se move, exceto os personagens. Isso inclui veículos, máquinas e fenômenos naturais, como chuva, raios, neve, fumaça, sombras e água, além dos efeitos de fantasia ou ficção científica. O influente animador abstrato Oskar Fischinger, que trabalhou principalmente em Fantasia, contribuiu para a animação de efeitos da varinha da Fada Azul. A animadora de efeitos Sandy Strother manteve um diário sobre sua animação de um ano dos efeitos da água, que incluía salpicos, ondulações, bolhas, ondas e a ilusão de estar debaixo d'água. Para ajudar a dar profundidade nas cenas do oceano, os animadores colocaram mais detalhes nas ondas na superfície da água em primeiro plano e deram menos detalhes à medida que a superfície se movia mais para trás. Depois que a animação era traçada em células, os animadores a traçavam mais uma vez com pontas de lápis azul e preto para dar às ondas um visual esculpido. Para economizar tempo e dinheiro, os respingos foram mantidos impressionistas. Essas técnicas permitiram Pinóquio ser um dos primeiros filmes de animação a ter efeitos de animação altamente realistas; Ollie Johnston comentou "Eu acho que essa é uma das melhores coisas que o estúdio já fez, como Frank [Thomas] disse: 'A água parece tão real que uma pessoa pode se afogar nela.'"

## Trilha sonora
As músicas de Pinóquio foram compostas por Leigh Harline com letras de Ned Washington. Harline e Paul J. Smith compuseram a partitura incidental. A trilha sonora foi lançada pela primeira vez em 9 de fevereiro de 1940. A música do Grilo Falante, "When You Wish Upon a Star", se tornou um grande sucesso, sendo até hoje um dos maiores símbolos do filme; anos mais tarde, a canção se tornaria a música-tema da própria The Walt Disney Company. O filme ganhou dois Óscars na categoria de Melhor trilha sonora original e Melhor canção original por "When You Wish Upon a Star".

## Temas

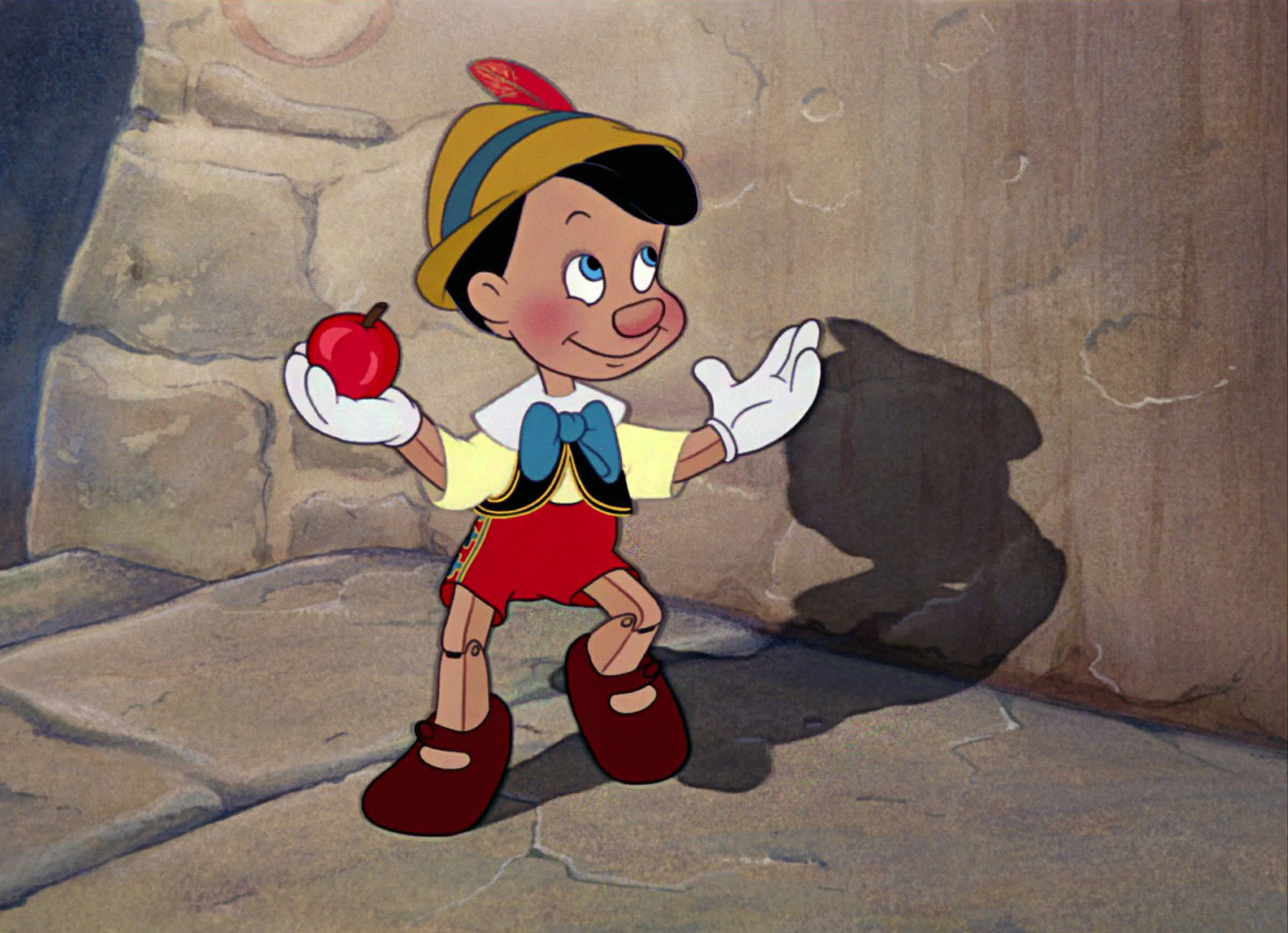
O comentarista Nicholas Sammond considera Pinóquio uma metáfora da educação infantil americana em meados do século XX.

M. Keith Booker considera o filme o mais realista dos filmes de animação da Disney, apesar de sua música-tema e magia, e observa que o protagonista do filme precisa trabalhar para provar seu valor, o que, segundo ele, parecia "mais alinhado com a lógica do capitalismo" do que a maioria dos filmes da Disney. Claudia Mitchell e Jacqueline Reid-Walsh acreditam que os protagonistas masculinos dos filmes Pinóquio e Bambi (1942) foram propositadamente construídos pela Disney para atrair tanto meninos quanto meninas. Mark I. Pinsky disse que é "um conto de moralidade simples — preventivo e esquemático — ideal para instrução moral, exceto por alguns de seus momentos mais sombrios", e observou que o filme é o favorito dos pais de crianças pequenas.
Nicolas Sammond argumenta que o filme é "uma metáfora apropriada para a metafísica da educação infantil americana em meados do século" e que o filme é "em última análise uma fábula assimilacionista". Sammond considerou.o como o filme central da Disney e o mais forte da classe média, com a intenção de transmitir a mensagem de que se entregar aos "prazeres da classe trabalhadora, de vaudeville, ou dos salões de bilhar e parques de diversões, levava a uma vida de burro de carga". Para Sammond, o propósito de Pinóquio é ajudar a transmitir às crianças as "virtudes da classe média de gratificação adiada, abnegação, economia e perseverança, naturalizadas como a experiência do mais comum americano".
O autor e ilustrador Maurice Sendak, que viu o filme nos cinemas em 1940, considerou o filme superior ao romance de Collodi em sua representação de crianças e do crescimento. "O Pinóquio do filme não é a marionete rebelde, mal-humorada, perversa e tortuosa (embora ainda charmosa) que Collodi criou. Nem é um filho do pecado inatamente mau, condenado à calamidade. Ele é, ao mesmo tempo, amável e amado. É aí que reside o triunfo de Disney. O seu Pinóquio é um menino de madeira travesso, inocente e muito ingênuo. O que torna a nossa ansiedade sobre o seu destino suportável é a sensação reconfortante de que Pinóquio é amado por si mesmo — e não pelo que deveria ou não deveria. A Disney corrigiu um erro terrível. Pinóquio, diz ele, é bom; a sua "maldade" é apenas uma questão de inexperiência "e também que" o desejo de Pinóquio de ser um menino de verdade continua sendo o tema subjacente do filme, mas "tornando-se um menino de verdade "agora significa o desejo de crescer, e não o desejo de ser bom".

## Recepção

### Lançamento original

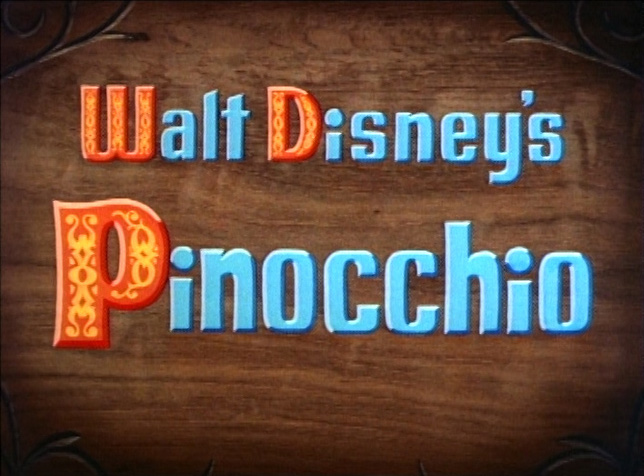
Captura de tela original mostrando o título do filme

Pinóquio foi lançado acompanhado de críticas geralmente positivas. O crítico de cinema Frank S. Nugent, do The New York Times, deu ao filme cinco das cinco estrelas, dizendo: "Pinóquio foi lançado, finalmente, e está tão bem quanto desejamos — se não melhor — e que é tão uma fantasia inteligente e encantadora, como qualquer jovem bem-comportado ou velho cansado pode esperar ver". A revista Time deu ao filme uma crítica positiva, dizendo: "No artesanato e na delicadeza do desenho e da coloração, na articulação de suas dezenas de personagens, na maior variedade e profundidade de seus efeitos fotográficos, ele [o filme] supera o alto padrão de Branca de Neve pelo conjunto da obra". Pinóquio ganhou duas estatuetas do Óscar nas categorias de Melhor Canção Original e Melhor Trilha Sonora Original, sendo o primeiro filme da Disney a vencer um troféu competitivo, uma vez que Branca de Neve ganhou um prêmio honorário.
Contudo, Pinóquio inicialmente não conseguiu se tornar um sucesso de bilheteria. Os retornos de receita do lançamento original do filme ficaram abaixo do sucesso sem precedentes de Branca de Neve e muito abaixo das expectativas do estúdio. Do caro orçamento de US$ 2,289 milhões (duas vezes o custo de Branca de Neve) a Disney recuperou apenas US$ 1 milhão no final de 1940, com relatórios de estúdio da bilheteria original final do filme variando entre US$ 1,4 milhão e US$ 1,9 milhão. O historiador da animação Michael Barrier observa que Pinóquio retornou lucros de aluguel de menos de um milhão até setembro de 1940 e, em seu primeiro relatório anual público, a Walt Disney Productions obteve uma perda de cerca de US$ 1 milhão de receita do filme; Barrier relata que um balanço de 1947 da animação listou as receitas totais para o estúdio de US$ 1.423.046,78. O fiasco se deu principalmente por conta da Segunda Guerra Mundial, pois os países da Europa envolvidos no conflito estavam numa situação financeira delicada e isso acabou impedindo o sucesso internacional não só de Pinóquio como também de outros lançamentos da Disney durante o início e meados da década de 1940. Joe Grant se recordou, posteriormente, de Walt Disney bastante deprimido pelos fracos retornos do filme nas bilheterias. A distribuidora do filme RKO registrou uma perda de US$ 94.000 durante o lançamento da animação, com exibições em todo o mundo custando mais de US$ 3 milhões.

### Aclamação moderna
Muitos historiadores do cinema consideram Pinóquio o filme que mais se aproxima da perfeição técnica de todos os recursos de animação da Disney. O crítico de cinema Leonard Maltin disse: "com Pinóquio, a Disney alcançou não apenas o auge de seus poderes, mas também o ápice do que muitos críticos consideram o reino dos desenhos animados". Apesar de seu fracasso inicial nas bilheterias, uma série de relançamentos do filme nos anos após a Segunda Guerra Mundial se mostraram mais bem-sucedidos e permitiu que o filme obtivesse lucro; em 1973, o filme havia arrecadado US$ 13 milhões desde o lançamento inicial de 1940 juntamente com seus quatro relançamentos; novos relançamentos nos anos subsequentes fizeram Pinóquio acumular um total de US$ 84,3 milhões nas bilheterias dos Estados Unidos e do Canadá.
Em 1994, Pinóquio foi selecionado pelo National Film Registry dos Estados Unidos por ser considerado "cultural, histórico ou esteticamente significativo". O cineasta Terry Gilliam o selecionou como um dos dez melhores filmes de animação de todos os tempos em um artigo de 2001 escrito para o jornal The Guardian; em 2005, a revista Time nomeou o filme como um dos 100 melhores filmes dos últimos 80 anos e em junho de 2011, o nomeou o melhor filme de animação na lista dos "Vinte e cinco melhores filmes de todos os tempos".
Em junho de 2008, o American Film Institute criou uma lista chamada "Ten top Ten", que reunia os dez melhores filmes de dez gêneros diferentes do cinema americano, depois de uma pesquisa envolvendo mais de mil e quinhentas pessoas; Pinóquio foi reconhecido como o segundo melhor filme do gênero animação, perdendo apenas para Branca de Neve e os Sete Anões. O filme ainda foi nomeado para integrar a lista dos 100 melhores filmes do American Film Institute, além de ser indicado nas listas "100 Thrills" e "100 heróis e vilões" (por conta do personagem Stromboli). A música "When You Wish Upon A Star" ficou em 7º lugar na lista de 100 melhores canções do cinema; Pinóquio também foi eleito o 38º filme mais inspirador pela AFI. A fala "A mentira vai crescendo, crescendo até que aparece como o nariz do seu rosto", da personagem Fada Azul, foi nomeada para a lista de "Melhores citações em filmes", além do filme ter recebido uma indicação adicional na lista de melhores filmes musicais. Em 29 de junho de 2018, Pinóquio foi eleito o décimo terceiro melhor filme de animação da Disney pela IGN; o IGN também atribuiu uma nota 9,0/10 para o filme, descrevendo-o como "surpreendente".
No agregador de críticas Rotten Tomatoes, o filme possui 100% de aprovação, significando que cada uma das 49 resenhas sobre o filme, desde críticas contemporâneas até reavaliações modernas, são positivas, obtendo uma classificação média de 9,08/10; o consenso geral do filme no site diz: "Ambicioso, aventureiro e, às vezes, assustador, Pinóquio representa indiscutivelmente o auge das obras coletadas da Disney — é lindamente trabalhado e emocionalmente ressonante". No Metacritic, Pinóquio tem a pontuação de 99/100 com base em 17 críticas, indicando "aclamação universal".
Os usuários do portal brasileiro AdoroCinema deram a nota 4,3 numa escala que varia entre 0 e 5.

## Relançamentos
Com o relançamento de Branca de Neve e os Sete Anões, em 1944, surgiu a tradição de relançar os filmes da Disney a cada sete ou dez anos. Pinóquio foi relançado nos cinemas em 1945, 1954, 1962, 1971, 1978, 1984 e 1992. A RKO realizou os dois primeiros relançamentos em 1945 e 1954, enquanto a própria Disney relançou o filme a partir de 1962, através da sua distribuidora própria, a Buena Vista. A reedição de 1992 foi restaurada digitalmente, limpando e removendo os riscos dos negativos originais, um quadro por vez, eliminando distorções da trilha sonora e revitalizando a cor.

## Mídia doméstica
Em 16 de julho de 1985, o filme foi lançado pela primeira vez em VHS na América do Norte, como parte da linha Walt Disney Classics, tornando-se um sucesso de vendas, com 130-150.000 cópias comercializadas pelo preço de US$ 80 cada. Em seguida, o filme foi relançado em 14 de outubro de 1986 para anunciar a estréia em home video de A Bela Adormecida; foi então lançado em VHS no Reino Unido em 1988 pela primeira vez. A restauração digital feita para o relançamento nos cinemas em 1992 foi lançada em VHS em 26 de março de 1993, seguida pelo seu quarto lançamento em VHS e primeiro lançamento em DVD da Disney como parte do 60º aniversário do longa comemorado em 2000, sendo lançado em 25 de outubro de 1999. O segundo lançamento em DVD e o último lançamento em VHS nos Estados Unidos ocorreram em 7 de março de 2000, como parte da coleção Walt Disney Gold Classics.
Uma edição especial em VHS e DVD do filme foi lançada no Reino Unido em 3 de março de 2003. O quarto lançamento em DVD e o primeiro lançamento em Blu-ray Disc (o segundo Blu-ray da série "Walt Disney Platinum Editions") foi lançado em 10 de março de 2009. Assim como no lançamento em Blu-ray de A Bela Adormecida em 2008, Pinóquio foi lançado como um box de Blu-ray apresentando uma nova restauração feita pela empresa Lowry Digital em um conjunto de dois discos, com uma versão bônus em DVD do filme também incluído. O filme ainda ganhou mais um lançamento em DVD e Blu-Ray em 31 de janeiro de 2017.

## Legado

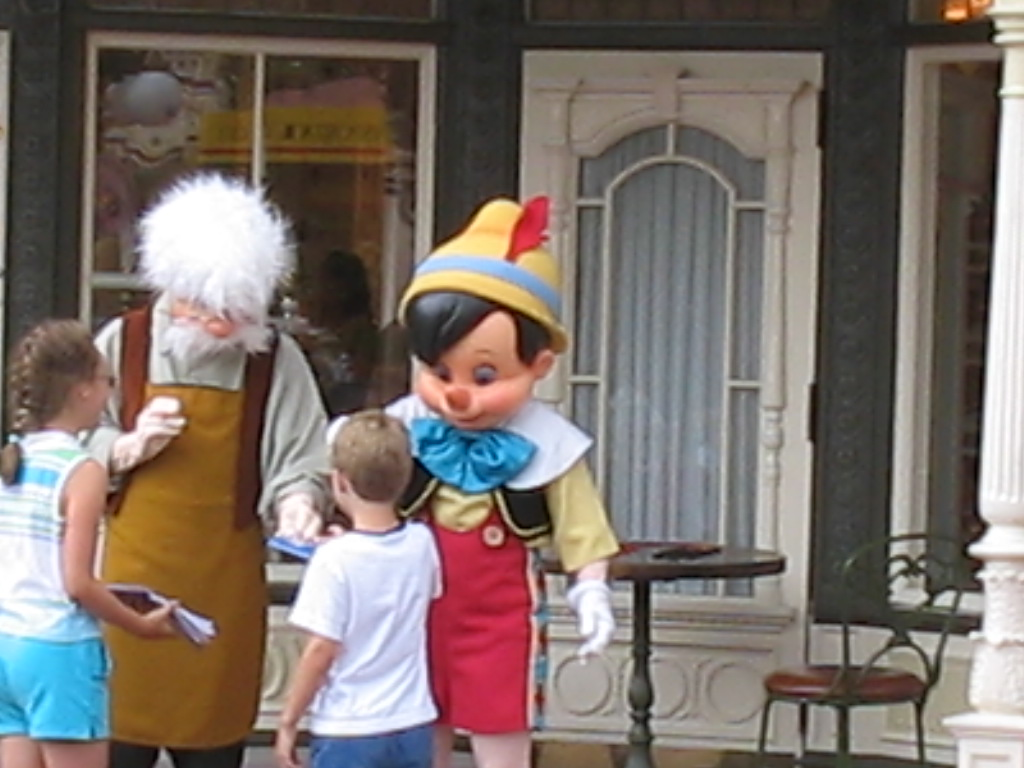
Geppetto e Pinocchio no Magic Kingdom.

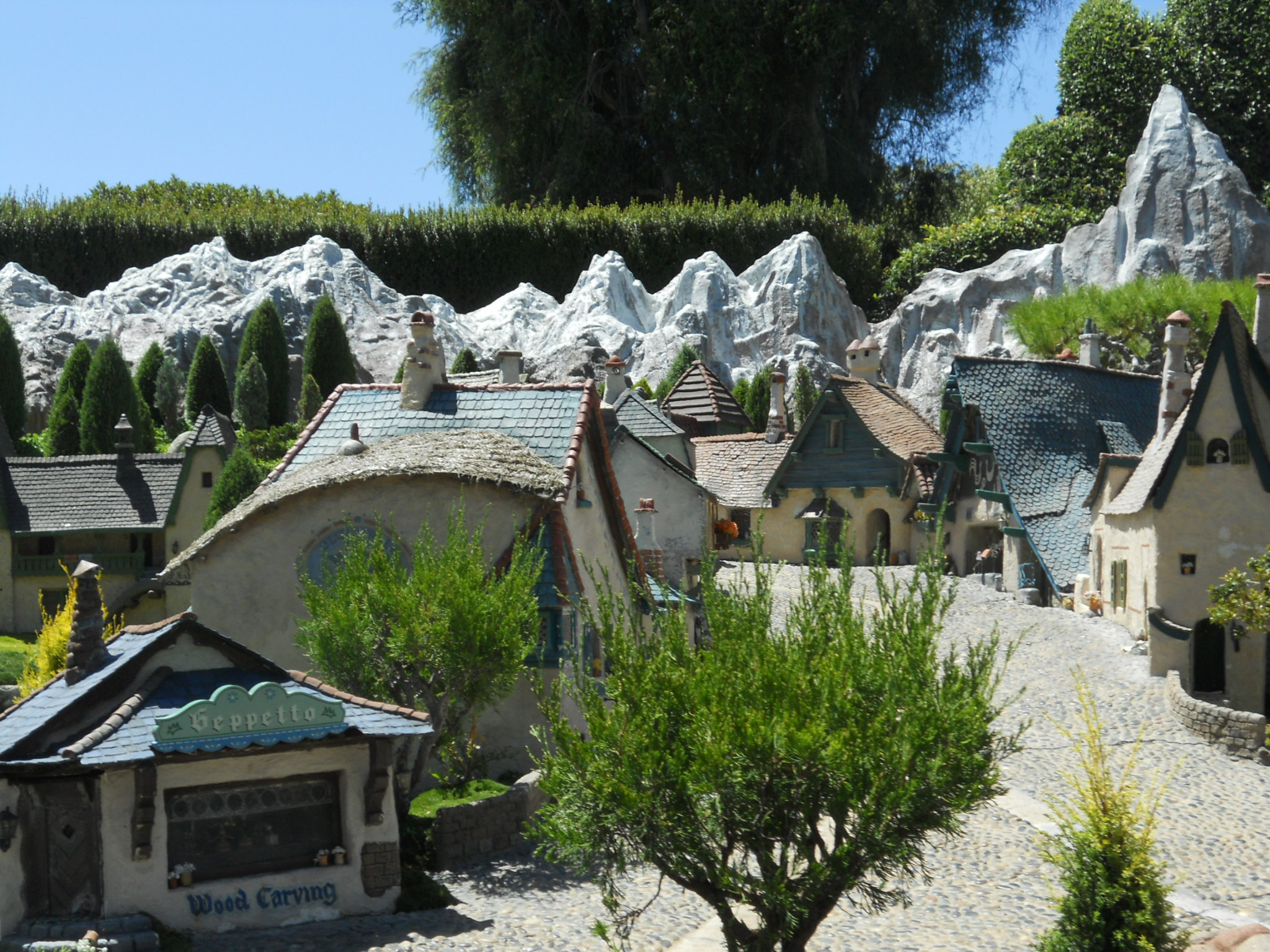
Pinocchio's village, uma das atrações da Disneyland.

Em 1987, a Filmation lançou uma "sequência" de Pinóquio, intitulada Pinocchio and the Emperor of the Night. Ambientado em cerca de um ano após Pinóquio se tornar um menino de verdade, o filme recebeu críticas principalmente negativas dos críticos e foi um fracasso comercial. A Disney tentou processar a Filmation por violação de direitos autorais, mas a Filmation venceu a ação alegando que o trabalho de Collodi é de domínio público.
Muitos de personagens de Pinóquio são retratados em parques da Disney. "Pinocchio's Daring Journey" é uma atração popular na Disneyland Califórnia, Disneyland Tokyo e no Disneyland Park em Paris. Pinocchio Village Haus é um restaurante de serviço rápido da Walt Disney World Resort que serve pizza, macarrão e queijo. Existem restaurantes de serviço rápido semelhantes nos parques da Disneyland em Anaheim e Paris também, com nomes quase idênticos.
O Disney on Ice, estrelado por Pinóquio, excursionou internacionalmente de 1987 a 1992. Uma versão mais curta da história também é apresentada na atual produção da Disney on Ice, "One Hundred Years of Magic".
Além de jogos para as plataformas Sega Mega Drive, Game Boy e SNES baseados no filme, Geppetto e Pinocchio também aparecem como personagens do jogo Kingdom Hearts, com o interior da baleia Monstro sendo apresentado como uma das fases do jogo.

## Outras adaptações

### Sequência cancelada
Em meados dos anos 2000, a DisneyToon Studios começou o desenvolvimento de uma sequência de Pinóquio. Robert Reece co-escreveu o roteiro do filme, que viu Pinóquio em uma "jornada estranha" por algo que lhe era querido. "É uma história que leva Pinóquio a questionar por que a vida parece injusta às vezes", disse Reece. John Lasseter cancelou o projeto "Pinocchio II" logo após ser nomeado chefe de escritório da Walt Disney Animation Studios em 2006.

### Adaptação emlive-action
Em abril de 2015, foi anunciado que a The Walt Disney Company estaria desenvolvendo uma adaptação com atores reais de Pinóquio, com Peter Hedges escrevendo o roteiro. Em maio de 2017, Sam Mendes entrou em negociações para dirigir o filme, com Chris Weitz atuando como roteirista. Seis meses depois, Mendes se afastou do projeto.
Em fevereiro de 2018, foi relatado que Paul King seria anunciado como diretor, com Jack Thorne reescrevendo o roteiro. Esperava-se que as filmagens ocorressem na Inglaterra e na Itália a partir de 2019. Em novembro de 2018, Tom Hanks havia entrado em discussões iniciais para interpretar Geppetto. Em janeiro de 2019, King deixou o cargo de diretor, devido a razões pessoais.
Em outubro de 2019, Robert Zemeckis foi anunciado para negociar como diretor do projeto, com um roteiro co-escrito em colaboração por King, Weitz e Simon Farnaby; Weitz e Andrew Milano serão os produtores. Mais tarde, Zemeckis foi confirmado como diretor da produção. Também foi relatado que, devido às baixas receitas do remake de Dumbo e Maleficent: Mistress of Evil em 2019, a Disney estaria considerando em lançar o filme em seu serviço de streaming, Disney+, em vez de teatralmente.

### Adaptação de banda desenhada
A história em quadrinhos do Silly Symphony Sunday publicou uma adaptação de Pinóquio de 24 de dezembro de 1939 a 7 de abril de 1940. A história, que era uma sequência direta do filme, foi escrita por Merrill De Maris e desenhada por Hank Porter.

### Spin-off
Em 25 de outubro de 2019, foi relatado que um projeto de animação baseado no personagem Grilo Falante está sendo desenvolvido pela Disney para ser lançado no seu serviço de streaming, o Disney+.